# Roger Taillibert

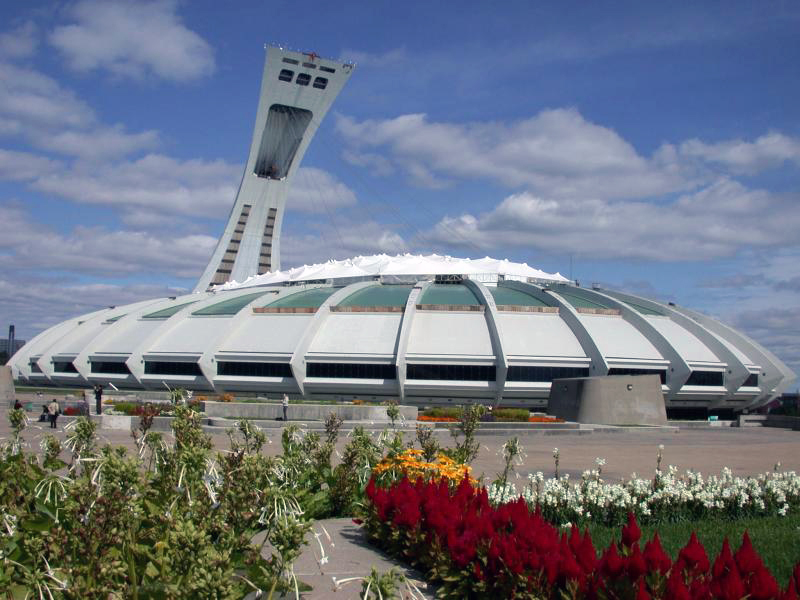
Estádio Olímpico de Montreal

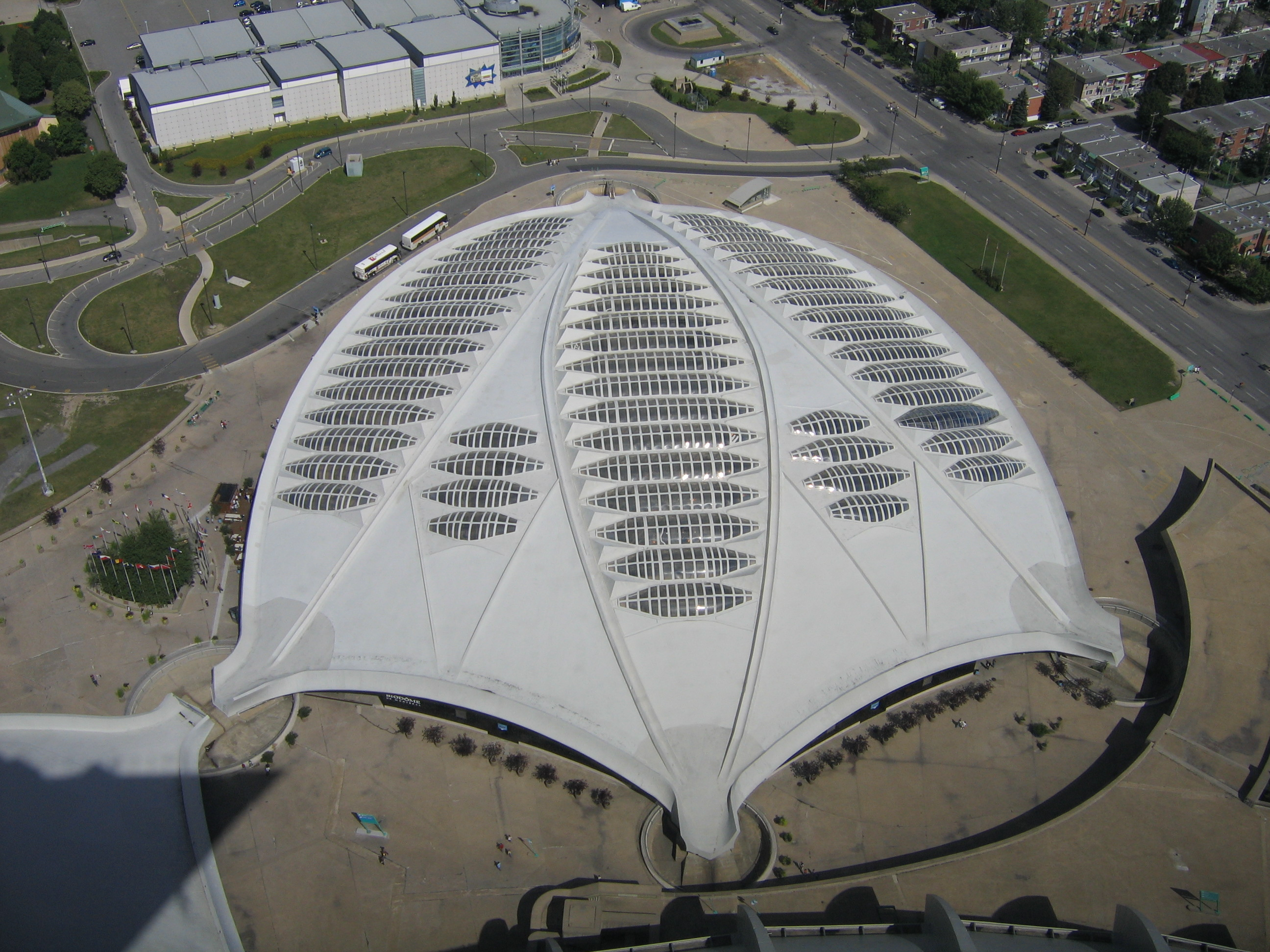
The Montreal Olympic Velodrome (1976)

Roger Taillibert (Châtres-sur-Cher, 21 de janeiro de 1926 — Paris, 3 de outubro de 2019) foi um arquiteto francês, notável por projetar o Parc des Princes e o Olympic Stadium em Montreal, Canadá.

## Biografia
Especialista renomado no uso de velas de concreto, Roger Taillibert é, entre outros, o arquiteto da piscina de Deauville em 1965, o famoso Parc des Princes de Paris de 1969 a 1972, o distrito escolar de Chamonix-Mont- Blanc, do Estádio Norte em Villeneuve-d'Ascq, inaugurado em 1976, do Estádio Olímpico de Montreal para os Jogos Olímpicos de 1976, no Estádio Khalifa, no Catar, onde também dirigiu a Aspire Sports Academy.
Ele dedicou sua carreira a construir para o esporte e, no espírito do esporte, o espírito do recorde de alcançar, desenhar materiais e técnicas o máximo de recursos úteis e expressivos; fazer arte por meio da tecnologia.
Ele foi eleito na Académie des Beaux-Arts em 19 de junho de 1983 na presidência de Eugène Beaudouin. Presidente da Academia em 2004 e 2010, Presidente do Instituto em 2010. Ele também é membro da Academia de Esportes.
Ele é o fundador da Agência Internacional de Arquitetura de Taillibert.
Ele morreu em 3 de outubro de 2019 aos 93 anos. 